# هيرمان أوتو هارتلي
هيرمان أوتو هارتلي (بالإنجليزية: Herman Otto Hartley)‏ هو رياضياتي أمريكي، ولد في 13 أبريل 1912، وتوفي في 1980.